# Jinanten
Jinanten is een bestuurslaag in het regentschap Rembang van de provincie Midden-Java, Indonesië. Jinanten telt 2128 inwoners (volkstelling 2010).